# Acid gadoteric
Axit gadoteric (meglumine, tên thương mại Artirem, Dotarem và Clariscan) là một thuốc cản quang MRI dựa trên cấu trúc macrocyclic (GBCA). Nó bao gồm DOTA axit hữu cơ như một phức chất vòng càng, và gadolinium (Gd 3+), và được sử dụng dưới dạng muối meglumine (Gadot Cả meglumine). Tính chất thuận từ của axit gadoteric làm giảm thời gian thư giãn T1 (và trong một chừng mực nào đó thời gian thư giãn T2 và T2 *) trong MRI, là nguồn gốc của tiện ích lâm sàng. Do có đặc tính từ tính, axit gadoteric phát triển mô men từ khi đặt dưới từ trường, làm tăng cường độ tín hiệu (độ sáng) của các mô trong quá trình chụp MRI.

## Sử dụng
Nó được sử dụng để chụp ảnh mạch máu và mô bị viêm hoặc bị bệnh nơi các mạch máu bị 'rò rỉ'. Nó thường được sử dụng khi xem các tổn thương nội sọ với mạch máu bất thường hoặc bất thường trong hàng rào máu não. Axit Gadoteric được sử dụng để chụp ảnh MRI não, cột sống và các mô liên quan cho bệnh nhân người lớn và trẻ em (2 tuổi trở lên). Muối meglumine có dạng vượt qua hàng rào máu não của mô với mạch máu bất thường, làm nổi bật vùng bị ảnh hưởng bằng MRI. Gadot Cả không vượt qua hàng rào máu não nguyên vẹn, do đó nó không ảnh hưởng hoặc tăng cường mô não bình thường trong hình ảnh. Dotarem được quản lý thông qua tiêm bolus tiêm tĩnh mạch, bằng tay hoặc thông qua tiêm điện.

## Tác dụng phụ
Các tác dụng phụ phổ biến nhất (> 0,2%) trong các nghiên cứu lâm sàng là buồn nôn, đau đầu, đau tại chỗ tiêm, cảm lạnh tại chỗ tiêm và cảm giác nóng rát. Thuốc có chất tương phản dựa trên gadolinium có thể làm tăng nguy cơ xơ hóa hệ thống thận (NSF) đối với những người bị suy yếu loại bỏ thuốc. Những người có nguy cơ mắc NSF cao nhất bao gồm những bệnh nhân mắc bệnh thận mãn tính hoặc nặng và chấn thương thận cấp tính.

## Khả dụng
Thuốc, dưới nhãn hiệu Dotarem, được Guerbet đưa ra thị trường. Tính đến năm 2013 axit gadoteric đã được phê duyệt ở khoảng 70 quốc gia. Nó được ra mắt tại thị trường Pháp vào năm 1989 và được FDA chấp thuận tại Mỹ vào tháng 3 năm 2013. Dotarem là GBCA thứ bảy được FDA phê chuẩn để sử dụng trong MRI hệ thống thần kinh trung ương (CNS). Năm 2017, GE Health đã cho ra mắt một loại axit gadoteric (dưới dạng meglumine) dưới tên thương mại Clariscan  Các GBCA khác được FDA chấp thuận cho các mục đích tương tự bao gồm Magnevist (1988), Prohance (1992), Omniscan (1993), Optimark (1999), Multihance (2004) và Gadavist (2011).